# Annabelle Rankin
Pour les articles homonymes, voir Rankin.
Annabelle Rankin, née le 28 juillet 1908 à Brisbane (Australie) et morte le 30 août 1986 dans la même ville, est une femme politique australienne. Membre du Parti libéral, elle est la première femme du Queensland élue au Parlement (en 1946), la première femme à siéger au gouvernement en étant titulaire d'un portefeuille ministériel (le Logement, de 1966 à 1971) et la première femme à être nommée à la tête d'une mission à l'étranger (en Nouvelle-Zélande, de 1971 à 1974).

## Biographie

### Origines, études et premiers engagements

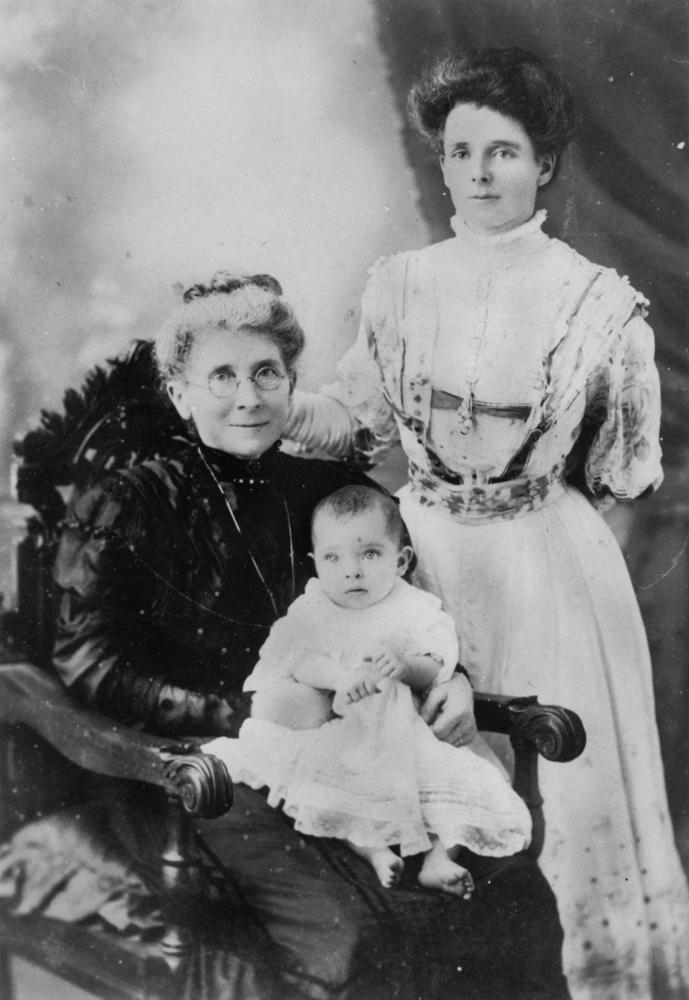
Annabelle Rankin enfant, avec sa mère et sa grand-mère.

Annabelle Rankin naît en 1908 à Brisbane, dans l'État australien du Queensland. Elle est l'aînée des deux filles d'Annabelle Thomson et Colin Rankin (en). Son père, né en Écosse, était un cultivateur de sucre et un vétéran de la guerre des Boers qui a été membre de l'Assemblée législative du Queensland (1905-1918).
Elle grandit dans la ferme de canne à sucre de son père, longeant la rivière Isis, près de la petite ville de Childers. En 1919, son père remplace son frère décédé en tant que directeur général de la Queensland Collieries Company, ce qui conduit la famille à déménager à Howard. Ils résident Brooklyn House, résidence depuis classée au patrimoine,. Annabelle Rankin est scolarisée dans les écoles publiques locales de Childers et Howard, avant de terminer ses études en tant que pensionnaire à la Glennie Memorial School de Toowoomba.
En tant que femme célibataire issue d'une famille aisée, elle n'est initialement pas censée entrer sur le marché du travail. Elle s'implique dans plusieurs associations, enseignant l'École du dimanche et fondant une antenne locale des Girl Guides,. Elle est encouragée par son père à voyager à l'étranger, visitant la Chine et le Japon peu après avoir terminé sa scolarité. Elle se rend en Europe en 1936, travaillant dans les bidonvilles de Londres et avec des réfugiés de la guerre civile espagnole ; à Gibraltar, elle est témoin du bombardement de La Línea de la Concepción.
Après la mort de son père en 1940, Annabelle Rankin commence à travailler comme commis pour l'Union Trustee Company of Australia. Elle dirige une antenne du Détachement d'aide volontaire basée à Brisbane pendant la Seconde Guerre mondiale. Elle est également cadre des Girl Guides en 1942 et de la Young Women's Christian Association (YWCA) l'année suivante. Elle est responsable de l'organisation pour le bien-être des femmes militaires ; à ce titre, elle se rend dans des bases militaires du nord du Queensland. En 1946, elle se voit offrir un poste en Grèce auprès de l'Administration des Nations unies pour le secours et la reconstruction, mais refuse afin de s'engager en politique en Australie,.

### Carrière politique
En juillet 1946, Annabelle Rankin remporte la présélection pour le Sénat sur le ticket du Queensland People's Party, parti local affilié au Parti libéral d'Australie. Cela met fin à la carrière politique du sénateur Harry Foll (en). Le premier discours de campagne d'Annabelle Rankin à Maryborough aurait attiré une foule nombreuse, « presque deux fois plus de femmes que d'hommes ». Aux élections fédérales de septembre 1946, elle est élue, son mandat commençant en juillet 1947. Elle est la première femme du Queensland élue au Parlement fédéral, la deuxième femme élue au Sénat après Dorothy Tangney et la deuxième femme du Parti libéral élue au Parlement après Enid Lyons.
Elle fait partie d'une coalition réunissant le Parti libéral et le Parti national, qui ne compte que trois sénateurs à l'issue du désastreux scrutin de 1946, tous issus du Queensland. Walter Cooper (en) devient chef de l'opposition au Sénat avec Neil O'Sullivan (en) comme adjoint, tandis qu'Annabelle Rankin occupe le poste de whip de l'opposition. Elle est la première femme à occuper cette fonction au Parlement fédéral. En raison de la faiblesse de la coalition, ses prérogatives de whip sont pratiquement inexistantes.
Annabelle Rankin est une membre importante du Mouvement des femmes australiennes contre la socialisation (Australian Women's Movement Against Socialisation, AWMAS), formé par Millicent Preston-Stanley pour s'opposer à la nationalisation des banques proposée par le gouvernement Chifley (en).

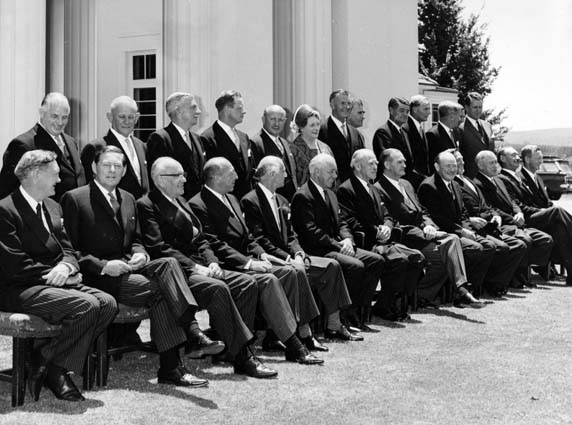
Photo de famille du gouvernement Holt, en 1966. Annabelle Rankin est debout, au milieu.

Le 26 janvier 1966, le Premier ministre libéral Harold Holt la nomme ministre du Logement dans son premier gouvernement. Elle est la deuxième femme du pays à être membre d'un gouvernement ; la première, Enid Lyons, avait été membre du gouvernement de 1949 à 1951 avec un titre honorifique, sans portefeuille ministériel. Annabelle Rankin quitte le gouvernement et démissionne du Sénat en 1971, puis est nommée haut-commissaire de l'Australie en Nouvelle-Zélande (en), fonction qu'elle occupe jusqu'en 1974. Après sa retraite, elle retourne à Brisbane, où elle continue de s'impliquer dans des organisations de bénévoles.
Annabelle Rankin est la seule femme à être « doyenne du Sénat », un titre informel donné au sénateur ayant occupé son siège le plus longtemps. Elle porte ce titre de 1968 à sa retraite en 1971, avec Justin O'Byrne (en) et Bert Hendrickson (en).
Elle meurt à Brisbane à l'âge de 78 ans, en 1986. Elle est incinérée à la suite de funérailles nationales à la cathédrale St John's de Brisbane (en).

## Décoration et hommages
Annabelle Rankin est nommée dame commandeur de l'ordre de l'Empire britannique le 13 juin 1957.
En 1977, elle est nommée membre à vie de l'antenne du Queensland du Children's Book Council of Australia. Cette organisation a créé un prix en sa mémoire.
La circonscription de Rankin, créée en 1984, est nommée en son honneur.